# 相逢何必曾相識 (中國大陸電視劇)
《相逢何必曾相识》是一部2011年首播的中国大陆民国偶像剧，由广西电视台、北京市拓诚影视文化发展有限公司和北京天下千将国际文化传播有限公司联合出品，香港导演谭友业执导，并由林佑威、杨幂、秦风、聂远、董璇、江宏恩、李丽珍等领衔主演，以中国抗日战争时期的重庆大轰炸为背景，讲述了一位马来西亚华侨青年和一位中国女子在战争年代所经历的悲欢离合。
本剧于2006年6月17日在上海举行新闻发布会，同年7月24日在马来西亚怡保正式开机，至8月18日转回国内，先后在广东的南海影视城和中山影视城等地取景拍摄，10月24日全剧杀青关机。本剧原定于2007年2月在中央电视台首播，后因故取消，直到四年半之后的2011年5月31日，沈阳电视台影视频道才在全国首播该剧。

## 演員表
| 角色           | 演員   |
| -------------- | ------ |
| 林志祥         | 林佑威 |
| 何美紀         | 楊冪   |
| 何儒風         | 秦風   |
| 林欣華         | 李麗珍 |
| 詹仲宇         | 江宏恩 |
| 周信岩         | 聶遠   |
| 李秋菱／李桂香 | 董璇   |
| 莊詢           | 路斯明 |
| 何母           | 李香琴 |
| 王怡萱         |        |
| 莊靖靜         | 林靜   |

## 外部連結
- 《相逢何必曾相識》新浪博客 （页面存档备份，存于）